# Josipina Turnograjska
Josipina  Urbančič (elle publiait ses œuvres sous le nom de Josipina  Turnograjska), née le 9 juillet 1833 au château de Turn (en), alors en Autriche-Hongrie, aujourd’hui partie de Preddvor, en Slovénie – morte le 1er juin 1854 à Graz, est une des premières femmes en Slovénie à avoir été poète et compositrice.

## Galerie

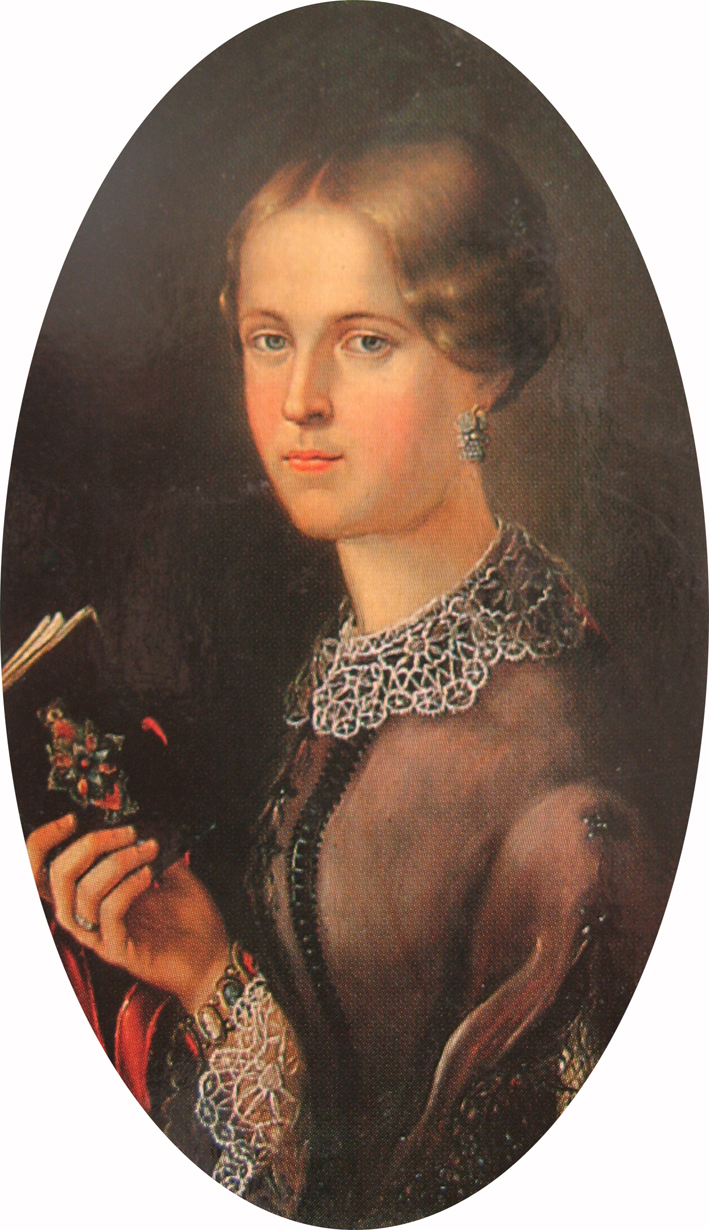
Portrait de Josipina Turnograjska

## Source
- (en) Cet article est partiellement ou en totalité issu de l’article de Wikipédia en anglais intitulé « Josipina Turnograjska » (voir la liste des auteurs).